# Scelio serdangensis
Scelio serdangensis är en stekelart som beskrevs av Timberlake 1932. Scelio serdangensis ingår i släktet Scelio och familjen Scelionidae. Inga underarter finns listade i Catalogue of Life.